# A・S・ニイル

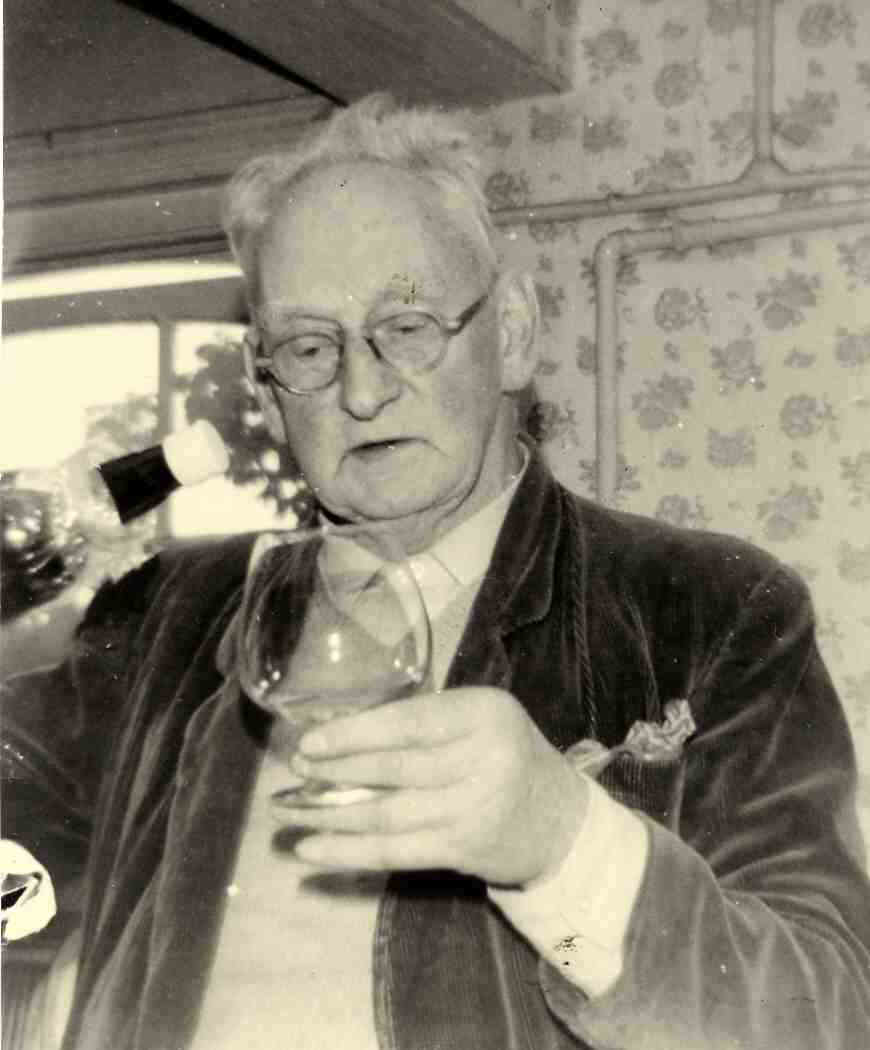
誕生日のお祝いの席でのニイル

アレクサンダー・サザーランド・ニイル（ニール、Alexander Sutherland Neill、1883年10月17日 - 1973年9月23日）は、イギリスの新教育運動の教育家。エディンバラ大学に学び、1912年、修士号を取得。1914年、スコットランドのグレトナ・グリーンスクールの校長になる。
ドイツの改革教育運動の影響を強く受け、1921年 ドイツ ドレスデン郊外のヘレナウで新しい学校を創立。この学校はのちに彼の妻になるノイシュタッターと共にオーストリアに移り、その後、1923年 南イングランドのライム・レギスに移り、そこで本格的に教育活動が始まる。サマーヒル・スクールという名でこの学校は、「世界で一番自由な学校」として知られている。ニイルの「子どもを学校に合わすのではなく、学校を子どもに合わせる」という言葉は有名。彼の著作集は邦訳がある。邦訳者の堀真一郎も、大阪市立大学の教授のポストを捨てて、自ら、きのくに子どもの村小学校（現在・きのくに子どもの村学園）を創立している。

## 生涯
1883年10月17日、スコットランドのフォーファーでジョージ・ニールと妻メアリーの子どもとして生まれる。家族には13人の子が生まれたが、1人は死産、4人は幼くして亡くなり、生き残ったのは8人だった。彼は厳格なカルヴァン派の信仰の中で育てられたが、大人になってからはその信仰を捨てている。父親はキングスミアの小学校の校長(village domonie、ドミニエ)で母親も結婚前は教師だった。

## 教育思想
ニイルは、子供の幸福こそ、子供のしつけや養育の中で最も重要なものと見なされるべきであり、この幸福への最も主要な寄与は、子供にその個人的な自由を最大限認めてやることだと考えていた。これは、当時としてはかなり議論の余地のあるところで、彼の見解はあまりにラディカルで、包括的過ぎるとして一般にはほとんど賛同を得られるものではなかった。
彼は、児童期のおけるこうした自由の感覚を奪い取ったり、抑圧された子供の徹底した不幸せ感が、すべてとまではいわないものの、成人の大多数の心理的な不調の原因とになっていると考えた。
ニイルは、そこでサマーヒル・スクールには、子供が授業に出るように一切強要することをしない、という原則を設けた。加えて、この学校は民主的で、すべてのものごとは生徒、教師の全員参加の会議で決められ、生徒も教師と同様の一票の権利を与えられている。
多くの人は、この学校がこれまで成功してきたことは、子供に試練や厳しい生き残りのチャンス、残忍さ、暴政、そして混乱を経験するための処方として自由を与えると言うウィリアム・ゴールディングの『蝿の王』のやり方を断固として排除してきたからだ、と考えている。
ニイルの信念を持った彼のサマーヒルでの経験が教えてくれるのは、個人の自由から生まれる自己への信頼は、学業成績の遅れや自己中心性、わがままを齎す（もたらす）というどころか、学習への動機付けや授業への出席率が、多くの場合、権威的な教育の場合の子供達の場合と悪くても同じくらいの高さになったということである。サマーヒルの生徒たちのほかの生徒や大人たちへの態度は、現実にはかなり大人びていて、個人個人の責任をよく自覚しているように見受けられる。彼らの権威に対する態度は、素朴に度外視しているというほどではないが、敬意を表しているというよりは、やや懐疑的である。
こうした傾向は、たぶんサマーヒルが受け容れている子供たちが、しばしば問題をはらんだ背景をもった子供達が多いということも考慮に入れなくてはならないだろう。たとえば、両親の不仲とか、ネグレクトとか、それがもとで心の中に殺伐としたものを抱えていたりするといった事情である。
彼は、多くの知識人、思想家などと交友を結び、その中にはヘンリー・ミラーやヴィルヘルム・ライヒ、彼の学校をまねて自らもミニスクールを創立したバートランド・ラッセルも含まれる。